# スヴァールバル諸島およびヤンマイエン島

スヴァールバル諸島およびヤンマイエン島
Svalbard og Jan Mayen

スヴァールバル諸島およびヤンマイエン島 (Svalbard and Jan Mayen) はISO 3166-1によって規定されたノルウェー内の領域である。

## 概説
スヴァールバル諸島とヤンマイエン島の二つの領域を合わせたものであり、ISO 3166-1国名コード (alpha-2 ·  alpha-3) としてSJ / SJMが与えられている。総人口は2,630人。
スヴァールバル諸島はスヴァールバル条約により、国際的に開かれた経済活動が出来ることからシェンゲン圏に含まれないが、ヤンマイエン島は完全なノルウェー領であるため、シェンゲン圏に含まれる。
1930年から1994年までヤンマイエン島はスヴァールバル諸島の知事の管轄であったが、1995年以降は本土のヌールラン県知事の管轄となっている。
国別コードトップレベルドメインとして、.sjの割り当てもあるが、実際には用いられていない。